# Michal Němeček (kněz)
Michal Němeček (* 29. června 1971 Praha) je český římskokatolický kněz, děkan Královské kolegiátní kapituly sv. Petra a Pavla na Vyšehradě a administrátor farnosti na Vyšehradě.

## Život
Vystudoval strojní fakultu Českého vysokého učení technického a Katolickou teologickou fakultu Univerzity Karlovy. Pochází z farnosti svatého Matěje a svatého Václava v Dejvicích, patří do řady novokněží, které vychoval Mons. Jan Machač. Po kněžském svěcení, které přijal 22. června 2002, působil jako farní vikář v Berouně. V roce 2007 se stal administrátorem v Dobříši a v září 2008 tamním farářem. Od 1. července 2011 působil jako ředitel Pastoračního střediska pražského arcibiskupství a od 1. ledna 2012 do 31. března 2016 byl biskupským vikářem pro pastoraci Arcidiecéze pražské. Od 1. června 2016 je kanovníkem vyšehradské kapituly. Od 27. června 2016 je také děkanem kapituly. 1. října 2018 se stal administrátorem Římskokatolické farnosti u kostela sv. Petra a Pavla Praha-Vyšehrad.